# Gérard Jugnot
Gérard Jugnot  (París, 4 de mayo de 1951) es un actor, guionista, director y productor francés. En el colegio conoció a Christian Clavier, Thierry Lhermitte y Michel Blanc con quienes creó el Splendide. Más tarde se agregaron Josiane Balasko y Marie-Anne Chazel.
En los años setenta obtiene grandes éxitos tanto en teatro como en cine con el grupo Splendid Dans: la serie de los Bronzés o Le Père Noël est une ordure. Paralelamente a la actividad del grupo, Gérard Jugnot hizo su debut en la pantalla realizando pequeños papeles en Les valseuses (1974), El juez y el asesino (1976) y Le locataire. En 1978 se dio a conocer al público con la cinta Bronzés de Patrice Leconte. Esto marcó el inicio de su carrera.
Con Cécile Magnan, es padre de Arthur Jugnot (2 de diciembre de 1980), quien ha actuado varias veces en sus películas (es el partisano principiante en Monsieur Batignole).
En 1987, el público descubrió la otra faceta, más tierna y menos caricaturesca, del actor con Tandem de Patrice Leconte. En 1984 debutó como director con Pinot simple flic y el año siguiente Scout toujours. Si bien se encuentran en un registro de comedia, sus filmes muestran una visión dramática de la Sociedad: Une époque formidable, Casque Bleu o Monsieur Batignole. Tras el éxito de Les choristes(Los chicos del coro), en 2004, se hizo más conocido. En 2005, realizó Boudu y trabajó en Il ne faut jurer de rien de Eric Civanyan.
El 14 de julio de 2004, Gérard Jugnot recibe la medalla de Caballero de la Legión de Honor por el presidente de la república, Jacques Chirac.
En 2005 es considerado la estrella mejor pagada del cine francés, con una fortuna de 400 millones de euros. Aunque la revista Le Figaro Entreprises indica que ese monto es bruto y no incluye las ganancias provenientes de sus otras actividades ni de sus filmes anteriores a 2004.
En 2006 Gérard Jugnot vuelve a la pantalla como “Bernard Morin” en Les Bronzés: amis pour la vie, de Patrice Leconte.

## Filmografía
- 1973: L’An 01 (The Year 01, El año 01)
- 1973: Salut l'artiste (o Hail the Artist, Idolo della città o The Bit Player), no acreditado.
- 1974: Les valseuses; actor.
- 1974: Les Suspects (La Polizia indaga: siamo tutti sospettati en Italia), actúa como un colega de Vauquier.
- 1975: Le bol d'air, actor (Gérard)
- 1975: C’est pas parce qu’on a rien à dire qu’il faut fermer sa gueule, sin crédito, actor (Gastón, el guichetier).
- 1975: Pas de problème! (No hay problema); actor (el serrurier).
- 1976: Oublie-mio, Mandolina (Olvídame, Mandolina)
- 1976: El juez y el asesino; actor (un fotógrafo).
- 1976: Le zoología"
- 1984: Pinot simple flic, de Gérard Jugnot (su primera película como director); director y actor. Se convirtió en el policía más famoso de Francia.
- 1985: Scout toujours, segunda película como director.
- 1987: Tandem, de Patrice Leconte; actor.
- 1988: Sans peur et sans reproche, tercera película como director. Trabajó durante 14 años en varias películas exitosas.
- 1996: Fallait pas! (comedia, Caiga quien caiga, mañana me caso); actor (Bernard Leroy).
- 2002: El raid, de Djamel Bensalah (Carlito).
- 2001: Monsieur Batignole (los niños del Sr. Batiñol), de Gérard Jugnot, director, coguionista, actor principal.
- 2003: Les Clefs de bagnole, de Laurent Baffie; actor.
- 2004: Un printemps à Paris, de Jacques Bral; actor.
- 2004: Trois petites filles, de Jean-Loup Hubert; actor.
- 2004: Les Choristes, de Christophe Barratier. (También conocido como Los coreutas, Los chicos del coro y Los coristas); actor protagonista (Clement Mathieu).
- 2004: Boudu, de Gérard Jugnot; director, actor (Christian), productor delegado.
- 2005: Pollux: Le Manège enchanté, de Jean Duval, Franck Passingham y Dave Borthwick; voz.
- 2005: Les Bronzés 3 - Amis pour la vie, de Patrice Leconte; actor.
- 2005: Il ne faut jurer de rien, de Eric Civanyan; actor.
- 2005: Faubourg 36, de Christophe Barratier; actor.
- 2006: Les Brigades du Tigre, de Jérôme Cornuau; actor.
- 2006: L’ile aux trésors, de Alain Berberian; actor.
- 2007: L´Auberge Rouge (El Albergue Rojo) de Gérard Krawczyk. Actor.
- 2007: Ali Baba  et les Quarante Voleurs (téléfilm) (Alí Babá y los Cuarenta Ladrones), de Alí Babá; actor.
- 2008: Faubourg 36, de Chritophe Barratier. (En España: ¡París, París!); actor (Germain Pigoil)
- 2010: " Rose et Noir" (Rosa y Negro), actor Principal y Director. Otros actores: Juan Diego. Rodada en Sevilla, Baeza (Jaén) y Francia.
- 2014: Benito Sansón y los taxis rojos, de Manuel Pradal; actor.

### Películas internacionales
- 1977: "Herbie Goes to Monte Carlo", de V. McEveety (EE. UU.); actor (mucamo)
- 1984: "Just The Way You Are" de Edouard Molinaró (EE. UU.).
- 2004: "Les Choristes" ("Los Chicos del Coro")
- 2009: "La siciliana ribelle" de Marco Amenta (Italia); coprotagonista.

### Televisión
- 1978: Le Petit théâtre d’Antenne 2 “Coeur de bronze”, de P. Cavassilas.
- 1979: Pierrot mon ami, de F. Leterrier.
- 1982: L’adieu aux as, de J.-P. Decourt.
- 2002: Restaurasec de Nicolas & Bruno;
- 2003: Volpone de F. Auburtin.

### Series de televisión
- 1982: Merci Bernard, de J.-M. Ribes.
- 1988: Sueurs froides “Toi, si je voulais”, de P. Leconte

### Documentales de televisión
- 1984: Cinematon, de G. Courant
- 2002: Un jour dans la vie du cinéma français, de J.-T. Ceccaldi & C. d’Yvoire.
- 2003: Les Bronzés, Le Père Noël, Papy et les autres, de S. Kopecki.
- 2003: Profession: acteur, de H. de Gerlache.

### Documentales en video
- 2002: Compositeurs/réalisateurs, dialogue impossible?, de V. Perrot.

### Teatro
- 1977: Amour, coquillages et crustacés de l’équipe du Splendid (puesta en escena: L’équipe du Splendid)
- 1980: Le Père Noël est une ordure de l’équipe du Splendid (puesta en escena: L’équipe du Splendid).
- 1981: Enfin seul de G. Jugnot (puesta en escena: G. Jugnot).
- 1990: Popkins de M. Shishgall (puesta en escena: D. Chuteaux).
- 1998: Espèces menacées de R. Cooney (puesta en escena: E. Civanyan).
- 2002-2003: Etat critique de M. Lengliney (puesta en escena: E. Civanyan).